# Словацкий экспедиционный корпус
Словацкий экспедиционный корпус (словацк. Slovenská armádna skupina), или Словацкая экспедиционная армейская группа, или Словацкий армейский корпус в России — военное формирование Первой словацкой республики времен второй мировой, по типу организации равное армейскому корпусу.
Просуществовал корпус с 26 июня по август 1941 года, командующим был генерал Фердинанд Чатлош, численность корпуса составляла около 45 000 словацких солдат и офицеров.

## Предыстория
В 1939 году Гитлер воспользовался существованием сильного словацкого сепаратистского движения для уничтожения Чехословакии. Он вынудил словаков объявить о независимости, угрожая им, что в противном случае он передаст их земли венграм. Новое государство не имело иного выбора, кроме как принять немецкое покровительство и стать союзником Германии.
Остро встал вопрос о создании собственных вооруженных сил. Словакии было позволено создать собственную армию, получившую вооружение бывшей чехословацкой армии.
Летом 1941 года, Йозеф Тисо предложил Гитлеру направить в Россию словацкие войска, Тисо хотел продемонстрировать свою непримиримую позицию по отношению к коммунизму, а также надеялся на покровительство фюрера в случае новых территориальных притязаний Венгрии. Гитлер не проявил особого оптимизма, но в конечном итоге согласился.1 (недоступная ссылка)На тот период сухопутные войска Словакии состояли из трех слабо оснащенных пехотных дивизий. 

## Создание Полевого корпуса
26 июня 1941 года для войны на Восточном фронте начал формироваться Полевой корпус (Polni sbor) под командованием министра обороны страны, генерала Фердинанда Чатлоша. В состав корпуса входили 1-я и 2-я пехотные дивизии, два артиллерийских полка (2-й дивизион 11-го и 12-й), инженерный батальон, а также роты: 11-я танковая, 12-я противотанковая, 8-я зенитно-артиллерийская и 11-я разведывательная бронеавтомобилей. С учетом тыловых подразделений он насчитывал 50 689 военнослужащих, но имел крайне ограниченное количество транспортных средств. 30 июня группировка пешим порядкам выдвинулась к Дукельскому перевалу. Численность личного состава корпуса, напрямую задействованного в наступлении, составляла 41739 военнослужащих (1346 офицеров и 40393 солдат и сержантов), 695 грузовиков и 2011 легковых автомашин.
Вскоре выяснилось, что словацкие войска испытывали недостаток транспортных средств и не могли поддерживать высокий темп наступления немецких войск, в итоге не успевали за ними. В результате было принято решение о формировании мобильного соединения. Все моторизованные части армейского корпуса свели в подвижную группу, названную по имени командующего бригадой Пилфусека. Ранее Рудольф Пилфусек был командующим 2-й пехотной дивизией. Остальные части словацкого армейского корпуса находились в тылу, неся охрану коммуникаций и важных объектов, также они помогали войскам вермахта уничтожать оставшиеся очаги сопротивления окружённых советских войск. Они находились в подчинении командования 103-го тылового района группы армий «Юг».

## Бригада Пилфусека
8 июня 1941 года на основе танкового полка была сформирована Быстрая группа (Rychla Skupina) состоявшая из 1-го танкового батальона (1-я и 2-я танковые роты, 1-я и 2-я роты противотанковых орудий), 2-го моторизованного батальона 6-го пехотного полка, 1-го моторизованного дивизиона 11-го артиллерийского полка, 2-го разведывательного дивизиона, а также подразделений обеспечения, выделенных из состава 2-й дивизии (штабной взвод, рота связи, инженерная рота, штабная автоколонна). В общей сложности Быстрая группа насчитывала 1910 человек (в том числе 59 офицеров), 47 танков, 3 бронеавтомобиля, 9 100-мм гаубиц, 4 75-мм горных орудия, 25 37-мм противотанковых пушек, 85 ручных (лёгких) и 98 станковых (тяжёлых) пулемётов, 813 карабинов, 601 пистолет, 183 грузовых, 49 легковых и 3 санитарных автомобиля, 3 автоцистерны, 33 мотоцикла и 112 велосипедов. Развёртывание группы в бригаду происходило практически на марше. 8 июля ее артдивизион получил четвёртую батарею (три 105-мм пушки vz. 35), а 10 июля к бригаде присоединилась 15-я лёгкая зенитная батарея (восемь 20-мм зениток) из состава 2-й пехотной дивизии.
Данное объединение было наиболее эффективным словацким воинским соединением. Бригада Пилфусека наступала через Львов в направлении Винницы. 8 июля 1941 г. её подразделения перешли под оперативное командование 17-й немецкой армии. К 22 июля бригада достигла Винницы и продвигалась в направлении Липовца. Продолжая продвигаться в глубь Украины, бригада в связи с ожесточёнными боями несла большие потери. В конце июля войска Пилфусека двигались на север, через Бердичев и Житомир к Киеву.

## Реорганизация экспедиционных войск
В начале августа 1941 года войска бывшего словацкого Полевого корпуса были реорганизованы. Вместо них были сформированы две новые боевые единицы — 1-я моторизованная (Быстрая) и 2-я охранная дивизии. Дивизии находились в составе немецких войск, командование ими осуществляли словацкие генералы.
В 1942 году словацкое командование предложило направить на фронт третью дивизию, чтобы вновь сформировать словацкий корпус, но это предложение было отклонено.